# Темирбекский сельский округ
Темирбе́кский се́льский окру́г (ранее — Комсомо́льский сельсове́т, каз. Темірбек ауылдық округі) — административная единица в составе Байзакского района Жамбылской области Казахстана.
Административный центр — село Тегистик.

## История
В 1989 году существовал как Комсомольский сельсовет в составе трёх населённых пунктов: Тегистик (административный центр), Сарыбулак (ныне — Сарыбулак), Чапаево (ныне — Шахан).
В периоде 1991—1998 годов:
- Комсомольский сельсовет был переименован и преобразован в Темирбекский сельский округ;
- населённые пункты Сарыбулак и Чапаево были переименованы в Сарыбарак и Шахан соответственно.

## Население
| Численность населения | Численность населения | Численность населения |
| 1989                  | 1999                  | 2009                  |
| --------------------- | --------------------- | --------------------- |
| 2372                  | ↘2229                 | ↘2113                 |

## Состав
| № | Населённый пункт | Тип населённого пункта       | Население, 1989 | Население, 1999 | Население, 2009 |
| - | ---------------- | ---------------------------- | --------------- | --------------- | --------------- |
| 1 | Сарыбарак        | село                         | 536             | ↗576            | ↗581            |
| 2 | Тегистик         | село, административный центр | 895             | ↘860            | ↘738            |
| 3 | Шахан            | аул                          | 941             | ↘793            | ↗794            |